# 巴登-杜尔拉赫的腓特烈
巴登-杜爾拉赫的腓特烈（德語：Friedrich von Baden-Durlach，1703年10月7日—1732年3月26日），巴登-杜爾拉赫藩侯卡爾三世·威廉的次子。

## 家庭
1727年，腓特烈與拿騷-迪茨的阿馬莉結婚，兩人共有兩個兒子：
1. 卡爾·腓特烈（1728年—1811年）
2. 威廉·路德維希（1732年—1788年）